# Bureau national de la documentation
Le Bureau national de la documentation, créé en 2008 et directement au cabinet du président centrafricain, est le service de renseignement de l'Etat centrafricain.
En 2010, son directeur général, ancien employé de station-service à Tours, était Aristide Briand Reboas